# Placówka Straży Celnej „Krupka”

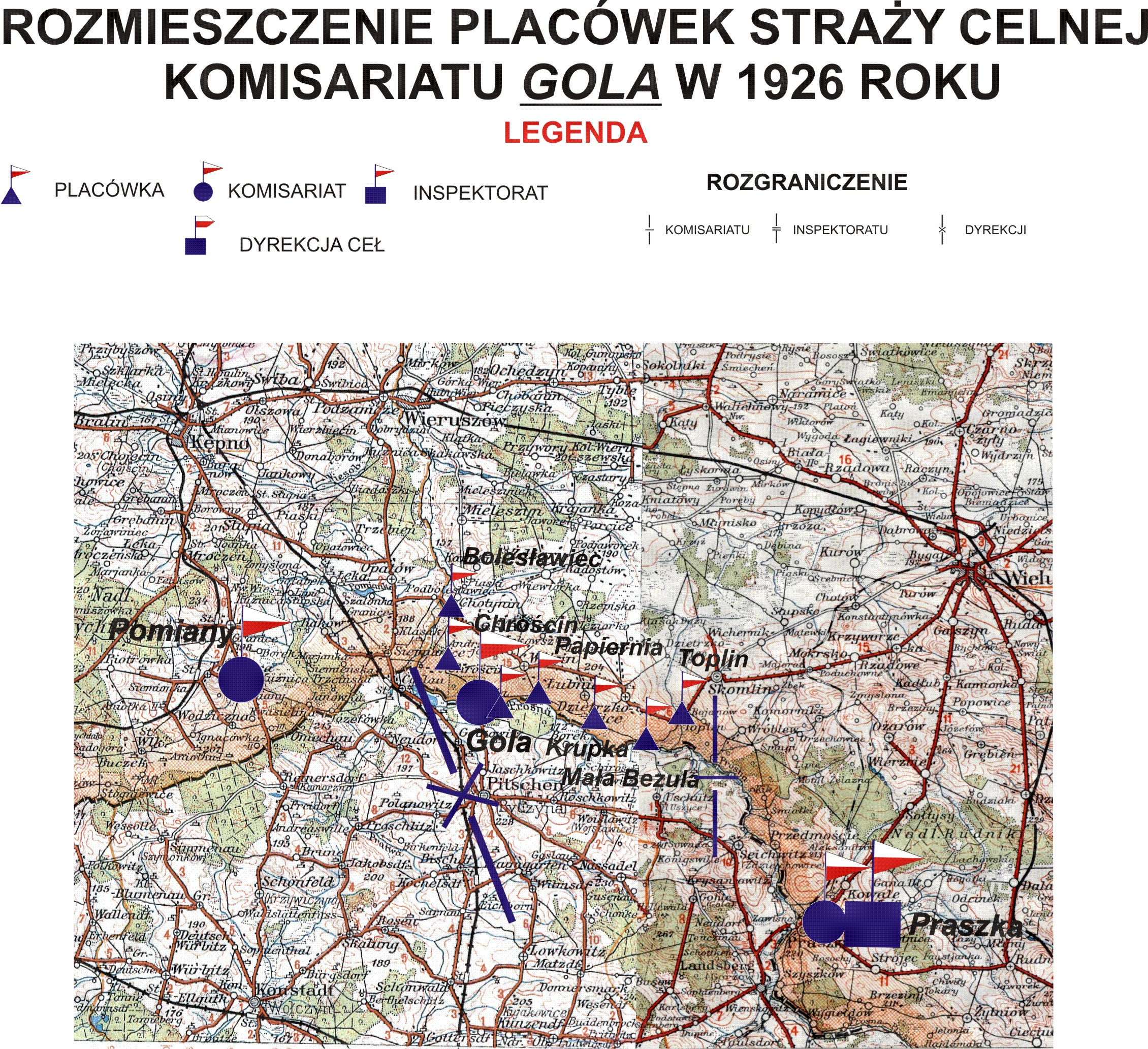
Rozmieszczenie placówek SC Komisariatu Gola

Placówka Straży Celnej „Krupka” – jednostka organizacyjna Straży Celnej pełniąca w okresie międzywojennym służbę ochronną na granicy polsko-niemieckiej.

## Formowanie i zmiany organizacyjne
Na wniosek Ministerstwa Skarbu, uchwałą z 10 marca 1920 roku, powołano do życia Straż Celną. Od połowy 1921 roku jednostki Straży Celnej rozpoczęły przejmowanie odcinków granicy od pododdziałów Batalionów Celnych. W 1921 roku w Dzietrzkowicach stacjonował sztab 1 kompanii 5 batalionu celnego. 1 kompania celna jedną ze swoich placówek wystawiła w Krupkach. Proces tworzenia Straży Celnej trwał do końca 1922 roku. Placówka Straży Celnej „Krupka” weszła w podporządkowanie komisariatu Straży Celnej „Gola” z Inspektoratu SC „Praszka”.
W drugiej połowie 1927 roku przystąpiono do gruntownej reorganizacji Straży Celnej. W praktyce skutkowało to rozwiązaniem tej formacji granicznej. Ochronę północnej, zachodniej i południowej granicy państwa przejęła powołana z dniem 2 kwietnia 1928 roku Straż Graniczna.
Rozkazem nr 3 z 25 kwietnia 1928 roku w sprawie organizacji Wielkopolskiego Inspektoratu Okręgowego dowódca Straży Granicznej gen. bryg. Stefan Pasławski określił strukturę organizacyjną komisariatu SG „Dzietrzkowice”.  znalazła się w jego strukturze.

## Funkcjonariusze placówki
Kierownicy placówki
| stopień    | imię i nazwisko, numer     | okres pełnienia służby | kolejne stanowisko |
| ---------- | -------------------------- | ---------------------- | ------------------ |
| przodownik | Franciszek Machowski (609) | był w 1926             |                    |

Obsada personalna placówki w 1926:
- przodownik Franciszek Machowski (609)
- strażnik Stanisław Kik (795)
- strażnik Leon Sołtysik (856)
- strażnik Jakub Wygoda (766)
- strażnik Teodor Chmielewski (726)